# Cheese Mites, or Lilliputians in a London Restaurant
Cheese Mites, or Lilliputians in a London Restaurant er en britisk stumfilm fra 1901 af Walter R. Booth.